# Synagoge (Fürfeld)

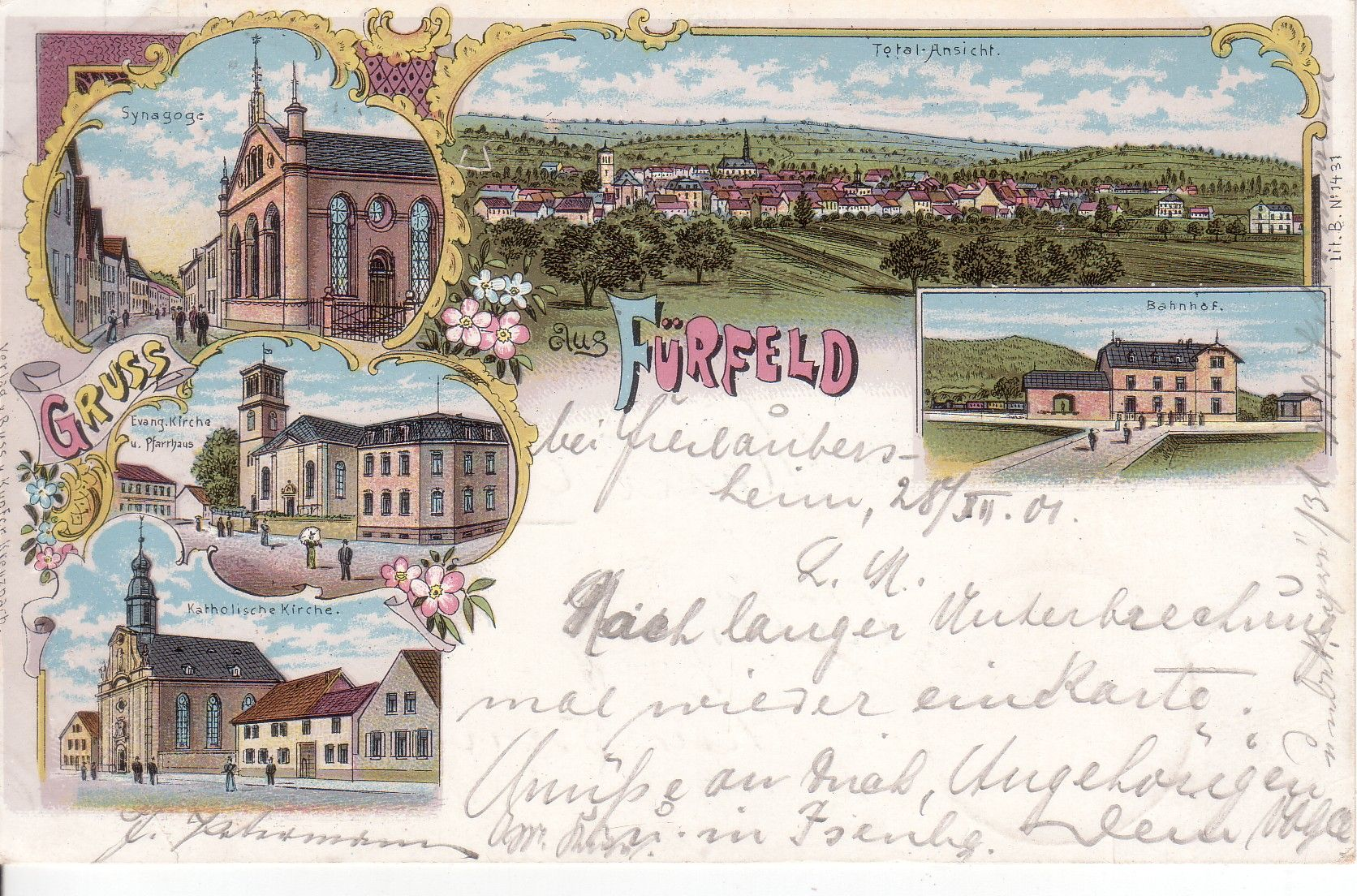
Ansichtskarte von Fürfeld mit Synagoge (links oben): die Postkarte mit Poststempel vom 30. Dezember 1901 zeigt neben der Synagoge auch die evangelische und katholische Kirche. (Verlag Buss u. Kupfer Bad Kreuznach)

Die Synagoge in Fürfeld, einer Ortsgemeinde im Landkreis Bad Kreuznach in Rheinland-Pfalz, wurde 1894/95 errichtet. Die Synagoge befand sich an der Rathausstraße 13.

## Geschichte
Eine erste Synagoge in Fürfeld wurde um 1760 erbaut. Das Baujahr ist vom Chuppastein (Hochzeitsstein) bekannt, der nach dem Bau der neuen Synagoge in die Außenwand eingefügt wurde. Auch ein Teil der Innenausstattung wurde in die neue Synagoge übernommen. Die Pläne zeichnete vermutlich der Wöllsteiner Architekt Johann Weis, der die Zeichnung für die Bekrönung der Spitze mit einem Stern signierte. Die Einweihung der neuen Synagoge fand vom 9. bis 11. August 1895 statt. Finanziert wurde der Bau u. a. durch Spenden zweier aus Fürfeld stammender jüdischer Familien, der in Paris lebenden Familien Teutsch und Julius Wolf sowie des in Frankfurt lebenden Heinrich Strauß. Im Jahr 1928 konnte die Synagoge auf Kosten des in Los Angeles lebenden Hermann Goldschmidt renoviert werden.
Beim Novemberpogrom 1938 wurde die Synagoge durch SA-Männer verwüstet. 1939 ging das Synagogengebäude in den Besitz der landwirtschaftlichen Bezugs- und Absatzgenossenschaft über, die es in den folgenden Jahren als Lager nutzte. Im Jahr 1952 kaufte die katholische Kirchengemeinde das Gebäude. 1959 wurde es abgebrochen und an seiner Stelle ein Wohnhaus erbaut. Eine Hinweistafel wurde angebracht.

## Beschreibung
Der giebelständige Sandsteinquaderbau auf quadratischem Grundriss stand direkt an der Straße. Die Nord- und die Westseite standen frei, die östliche Traufseite schloss an das Nachbarhaus an. An der rückwärtigen Giebelseite befand sich ein kleiner Anbau. An den straßenseitigen Ecken war je ein Rundpfeiler vorgelagert, die sich über dem Traufgesims als zweigeschossige Rundtürme fortsetzten. In den drei rundbogigen Blendnischen mit Zackenfries waren Säulen eingestellt, die die Hufeisenbögen der Fenster trugen. Im durch ein Gesims abgesetzten Giebel öffnete sich eine dreiteilige Fenstergruppe, die von je einem kleinen Rundfenster flankiert wurde. Der Giebel wurde von den Gesetzestafeln mit einem Aufsatz in Form einer hohen Spitze bekrönt. Zwei große Hufeisenbogenfenster rahmten das Portal mit geschnitzter Tür, über der ein Rundfenster angebracht war.